# Tepa (Mape)
Tepa ist ein osttimoresischer Ort im Suco Opa (Verwaltungsamt Lolotoe, Gemeinde Bobonaro).
Das Dorf liegt im Norden der Aldeia Mape, auf einer Meereshöhe von 556 m. Eine Piste verbindet die Siedlung mit dem nordöstlich benachbarten Dorf Mape, dessen Dorfstraße parallel zu der von Tepa verläuft. Die Piste führt nach Norden weiter Lolotoe im Norden, dem Hauptort des Verwaltungsamtes. Eine andere Piste führt weiter nach Westen, über den Fluss Foura, der hier einen Bogen um die beiden Siedlungen schlägt, bis in das drei Kilometer entfernte Dorf Oburo im Suco Deudet.